# Moon (drag queen)
Ava Matthey, née en 1991 à Genève, est une drag queen suisse d'origine tsigane connue sous le nom Moon. Elle participe en 2023 à la saison 2 de Drag Race France et en 2025 à la saison 1 de Drag Race France All Stars.

## Biographie

### Enfance et adolescence
Moon naît en 1991 à Genève d'un père suisse et d'une mère rom. Bien qu'elle n'ait jamais vécu comme voyageuse, sa grand-mère lui a transmis ses pratiques culturelles et notamment la lecture du tarot. Elle a une sœur aînée.
La famille de Moon déménage beaucoup pendant son enfance entre les différents quartiers de Genève en raison de la carrière de ses parents, anciens épiciers de quartier à Champel reconvertis comme professeur de mathématiques et biologique pour son père et secrétaire pour sa mère,. Ces multiples changement d'école ne l'empêchent pas d'être bonne élève mais rendent son intégration difficile, d'autant plus que, bien qu'elle n'ait pas encore conscience d'être une femme trans, les autres élèves perçoivent tout de même sa différence,. Elle subit de nombreuses violences : harcèlement, racket, violence physique, sans jamais oser en parler à des adultes. Elle passe ainsi une partie de son adolescence à répondre aux provocations et à explorer diverses esthétiques, comme le gothique ou la tecktonik.

### Études
Elle hérite de son père, qui peint en amateur, et de sa mère, qui écrit de la poésie, un amour de l'art et plus particulièrement du costume, du dessin et de la peinture. Poussée par ses parents, elle poursuit des études scientifiques et travaille comme laborantine avant de rejoindre la Haute École d'art et de design de Genève où elle se met au drag,. 
En 2015-2016, elle part étudier à Londres où elle peut plus facilement exprimer son art. Au début 2018, elle bénéficie d'une résidence artistique à Reykjavik.

### Transition de genre
Elle commence son chemin d'autonomination trans en 2018, alors qu'elle travaille comme drag queen à Londres, aidée par l'acceptation sociale qui existe dans la rue et la communauté queer qu'elle cotoie. La représentation des femmes trans, cantonnée à la pornographie durant son adolescence, a retardé son parcours,. Freinée par plusieurs angoisses, comme celle de ne plus arriver à plaire ou que sa transition fasse du mal à ses parents, elle sombre dans une période dépressive et suicidaire.
Trois ans plus tard, elle réussit à faire son coming-out de femme trans, suivi en 2022 par son changement d'état civil à Genève. Les changements consécutifs à son hormonothérapie augmentent un temps sa dysphorie en raison de l'écart entre son corps réel et celui en drag, au point où elle envisage d'arrêter le drag, avant de finalement reprendre son art. De plus, à la suite de sa transition, elle subit de la transphobie, notamment dans les toilettes où elle est accusée de ne pas être au bon endroit, mais aussi au sein du milieu LGBTQI+ : questions déplacées, stéréotypes, mégenrage et agressions sexuelles.

## Drag

### Carrière
Moon découvre le drag avec sa grand-mère, lors d'un show de Marie-Thérèse Porchet, qui l'impressionne par son humour et sa présence. Elle commence à s'y consacrer dans les années 2010, et fonde en 2014 avec des amis le GeneVegas, un collectif qui organise des shows drag, qu'ils soient king, queen ou queer. Ce collectif devient l'épicentre de la scène drag de Genève, qui est très punk, do it yourself, sans couturier spécialisé ni focalisation sur le glamour comme cela peut être le cas en France. Cette absence de business fait qu'il est difficile de vivre du drag, les seules opportunités financières étant dans les boîtes de nuit hétérosexuelles montrant des « garçons en robe », et les artistes drags vivent d'un second travail.
Elle commence son drag dans un style hyperféminin, avant de réaliser que cette envie de féminité lui vient de son identité de genre de femme trans et entame sa transition. Elle poursuit ensuite le drag à Londres, dans un style très proche des Club Kids.
L'épidémie de Covid-19 rend quasiment impossible de vivre du drag en Suisse ; Moon place ses espoirs dans Drag Race France, postulant sans être retenue pour la saison 1 avant de rejoindre la saison 2. Après avoir parlé face caméra de ses pensées suicidaires, elle doute de la réaction de ses proches et sa santé mentale se dégrade, au point qu'elle décide de quitter l'émission lors du sixième épisode, dont le rythme de tournage est très intense,. Pour cette saison, elle investit beaucoup, notamment pour se racheter du maquillage mais aussi investir dans de nouvelles tenues et perruques. Elle est élue miss Sympathie et marque le public par ses tenues soignées, son interprétation drag king et son imitation de Brigitte Fontaine,. Bien qu'elle ait reçu beaucoup de soutien au moment de la diffusion de son départ, celui-ci avait été tourné six mois auparavant et les quelques semaines après son abandon lui ont été éprouvantes.
Après Drag Race, elle se consacre à des drag shows au sein de collectifs.

### Inspiration
Le drag de Moon s'inspire de sa culture rom, des vampires, mais aussi de Thierry Mugler et des films The Rocky Horror Picture Show, Poesia sin fin, Le Cauchemar de Dracula, Alien et Le Labyrinthe de Pan.
Son nom de scène lui vient d'une histoire qu'elle a écrite, dans laquelle une entité perdue sur Terre se confie à la Lune. C'est pour elle un moyen de s'associer aux secrets, au mystère et à la nuit.

## Engagement
Elle travaille un temps comme bénévole à Dialogai, où elle anime des groupes de travail sur la santé mentale des personnes queers. Elle est fortement engagée dans la lutte contre la transphobie et inscrit son coming out dans le premier épisode de Drag Race dans cette optique : celle d'être visiblement et ouvertement trans sans que ce soit une révélation dramatique,.

## Vie privée
Moon est ouvertement pansexuelle ainsi qu'une femme trans non binaire,. 

## Publication
- Métamorphoses, Nice, Éditions Ovadia, 2019, 64 p. (ISBN 9782363923110)[4]